# Spreizsprung

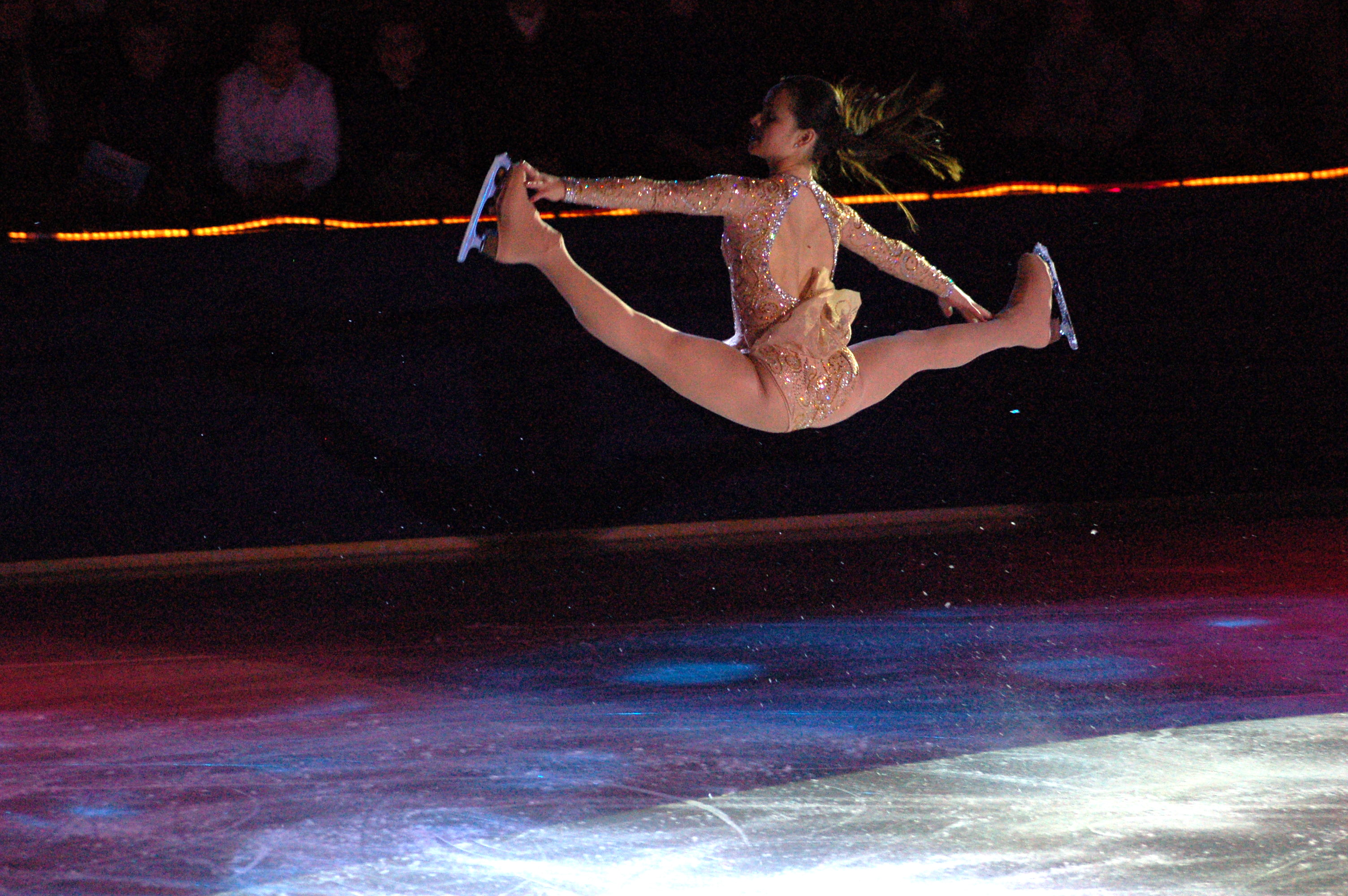
Sasha Cohen zeigt einen Spreizsprung

Der Spreizsprung beim Eiskunstlauf ist ein Spagat, welcher in der Luft ausgeführt wird. Der Läufer springt dabei wie beim Flip von rückwärts ab. Aber anstelle der normalen Drehung wird hierbei nur eine halbe Drehung auf Vorwärts durchgeführt, bei der die Beine auseinander geworfen werden. Ziel ist es, dass sich beide Beine parallel zur Eisfläche befinden, also in einem Winkel von 180° gespreizt sind. Die Schwierigkeit bei diesem Sprung ist, dass auf Vorwärts gelandet wird. Man berührt zuerst mit den Zacken des linken Schlittschuhes das Eis, setzt dann aber sofort auf das rechte Bein zur normalen Ausfahrt um. Wird dieses Umsetzen nicht schnell genug durchgeführt, so stürzt man frontal auf die Eisfläche. 
Man unterscheidet zwischen dem Herrenspreiz und dem Damenspreiz. Herren nehmen eher die Position eines Herrenspagates in der Luft ein und Frauen die eines Damenspagates. 
Allgemein ist der Spreizsprung eher ein Element, welches in die B-Note der Wertung einfließt. Er kann immer nur einfach gesprungen werden und stellt damit keine besondere Schwierigkeit dar. Wird jedoch nach dem Grad der Spreizposition bewertet. Darüber hinaus ist er aber sehr schön anzuschauen und wird daher auch von Profis häufig gesprungen.
Das Gegenstück beim Turnen ist der Spagatsprung.